# AF Возничего
AF Возничего (лат. AF Aurigae), HD 38521 — одиночная переменная звезда в созвездии Возничего на расстоянии приблизительно 4548 световых лет (около 1394 парсеков) от Солнца. Видимая звёздная величина звезды — от +14,5m до +11,3m.

## Характеристики
AF Возничего — красный гигант, углеродная пульсирующая полуправильная переменная звезда (SR:) спектрального класса C4,4(N). Радиус — около 130,32 солнечных, светимость — около 1821,285 солнечных. Эффективная температура — около 3303 К.